# Alfred Latham
Alfred Latham (1801, Camberwell - 1885), est un banquier britannique.

## Biographie
Ayant hérité d'une importante fortune de son père, Latham se lance dans les affaires en 1824 et s'associe à ce qui devient la banque Arbuthnot Latham en 1833, avec John Alves Arbuthnot (en) (1802-1875).
Latham est gouverneur de la Banque d'Angleterre de 1861 à 1863, succédant à Bonamy Dobrée.

## Sources
- David Lascelles, Latham, Alfred, in Oxford Dictionary of National Biography